# 謝嘏
謝 嘏（しゃ か、510年 - 569年）は、南朝梁から陳にかけての人物。字は含茂。本貫は陳郡陽夏県。

## 経歴
梁の中衛将軍・開府儀同三司の謝挙の子として生まれた。文章を得意とし、梁の秘書郎を初任とした。しばらくして太子中庶子に転じ、東宮の記録をつかさどった。建安郡太守として出向した。
太清2年（548年）、侯景の乱が起こると、謝嘏は広州にあって蕭勃についた。承聖年間、元帝に五兵尚書として召されたが、道のりが遠いために断り、代わって智武将軍の位を受けた。蕭勃により鎮南長史・南海郡太守に任じられた。蕭勃が敗れると、臨川で周迪に抑留された。
長らくたって、晋安で陳宝応についた。陳の文帝が何度か謝嘏を召そうとしたが、謝嘏は周迪や陳宝応の麾下にあったため、応じなかった。陳宝応の乱が平定されると、謝嘏は陳の朝廷に入ったが、御史中丞の江徳藻に弾劾された。文帝は謝嘏の前過を問わず、謝嘏は給事黄門侍郎に任じられた。まもなく侍中となった。
天康元年（566年）、公務上の失敗により免官された。まもなくもとの職にもどった。光大元年（567年）、信威将軍・中衛始興王長史となった。中書令・豫州大中正・都官尚書となり、羽林監を兼ねた。
太建元年（569年）、死去した。侍中・中書令の位を追贈された。諡は光子といった。文集があって当時に通行した。

## 子女
- 謝儼（散騎常侍・侍中・御史中丞・太常卿、監東揚州）
- 謝伷（左民尚書、吏部尚書）

## 伝記資料
- 『陳書』巻21 列伝第15
- 『南史』巻20 列伝第10